# Давід Вагнер
Давід Вагнер (англ. David Wagner, нар. 19 жовтня 1971, Требур) — американський футболіст і футбольний тренер німецького походження, грав на позиції нападника. З початку 2023 року очолює тренерський штаб англійського клубу «Норвіч Сіті».
Виступав за національну збірну США.
Володар Кубка УЄФА.

## Клубна кар'єра
У дорослому футболі дебютував 1990 року виступами за команду клубу «Айнтрахт», в якій провів один сезон, взявши участь лише в одному матчі чемпіонату.
Своєю грою за цю команду привернув увагу представників тренерського штабу клубу «Майнц 05», до складу якого приєднався 1991 року. Відіграв за клуб з Майнца наступні чотири сезони своєї ігрової кар'єри. Більшість часу, проведеного у складі «Майнца», був основним гравцем атакувальної ланки команди.
Згодом з 1995 по 2004 рік грав у складі команд клубів «Шальке 04», «Гютерсло», «Вальдгоф», «Дармштадт 98» та «Вайнгайм». Протягом цих років виборов титул володаря Кубка УЄФА.
Завершив професійну ігрову кар'єру у клубі «Германія Пфунгштадт», за команду якого виступав протягом 2004—2005 років.

## Виступи за збірні
1992 року залучався до складу молодіжної збірної Німеччини. На молодіжному рівні зіграв в одному офіційному матчі.
1996 року дебютував в офіційних матчах у складі національної збірної США. Протягом кар'єри у національній команді, яка тривала усього 3 роки, провів у формі головної команди країни 8 матчів.

## Кар'єра тренера
Розпочав тренерську кар'єру невдовзі по завершенні кар'єри гравця, 2007 року, очоливши молодіжну команду клубу «Гоффенгайм 1899», де пропрацював з 2007 по 2009 рік.
Надалі працював з другою командою дортмундської «Боруссія».
З 2015 року очолює тренерський штаб англійського «Гаддерсфілд Таун». На початку 2019 року Вагнер покинув команду.
В травні 2019 року Давід Вагнер став головним тренером «Шальке 04». Очолював тренерський штаб цієї команди до вересня 2020 року.
Влітку 2021 року був призначений головним тренером діючого чемпіона Швейцарії, клубу «Янг Бойз». На початку 2023 року очолив клуб Чемпіоншипу «Норвіч Сіті».

## Досягнення
- Володар Кубка УЄФА:

«Шальке 04»: 1996–1997